# Willem van Keppel, II conte di Albemarle
Willem van Keppel, II conte di Albemarle (Londra, 5 giugno 1702 – Parigi, 22 dicembre 1754) è stato un militare britannico.

## Biografia
Figlio di Lord Arnold Joost van Keppel, I conte di Albemarle, e di sua moglie, Geertruid van Denijn, figlia del barone Adam van Denijn.
Discendente di Walther van Keppel, un esponente di un'antica famiglia olandese vissuto nell'XI secolo, arrivò in Inghilterra al seguito di Guglielmo III, fu battezzato il 16 giugno 1702 nella chiesa di Saint Martin-in-the-Fields, alla presenza della regina Anna, nonostante i van Keppel fossero storicamente legati ai Whig.

## Carriera
Ha guadagnato il grado di tenente colonnello il 25 agosto 1717, al servizio del 1º Reggimento di fanteria e la carica di Lord of the Bedchamber del principe di Galles tra l'ottobre 1722 e il 1751.
Tra il 1724 e il 1734 è stato aiutante di campo del re. Nel 1725 fu nominato Cavaliere dell'Ordine del Bagno, ma si è dimesso nel 1750 per diventare un Cavaliere della Giarrettiera.
Il 4 giugno 1733 fu promosso al grado di colonnello al servizio del 3º reggimento di guardie a cavallo. Ricoprì la carica di governatore della Virginia tra il 26 settembre 1737 e il 1754.
Ha combattuto nella battaglia di Dettingen nel 1743. Venne promosso al grado di colonnello delle Coldstream Guards (1744-1754). Ha combattuto nella battaglia di Fontenoy nel 1745 e nella battaglia di Culloden nel 1746.

## Matrimonio
Sposò, il 21 febbraio 1722, Lady Anne Lennox, figlia di Charles Lennox, I duca di Richmond e figlio illegittimo di Carlo II d'Inghilterra. Ebbero sei figli:
- George Keppel, III conte di Albemarle (1724-1782);
- Augustus Keppel, I visconte Keppel (1725-1786);
- Lord William (1727-1782), tenente generale;
- Lord Frederick (1728-1777), sposò Laura Walpole, ebbero quattro figli;
- Lady Caroline (1737-1769), sposò Robert Adair, ebbero due figli;
- Lady Elizabeth (1739-1768), sposò Francis Russell, marchese di Tavistock, ebbero tre figli.

## Morte
Mandato in missione diplomatica in Francia nel 1754, morì di cancro a Parigi il 22 dicembre dello stesso anno e fu sepolto nella Grosvenor Chapel, Londra.